# خربة السيميا

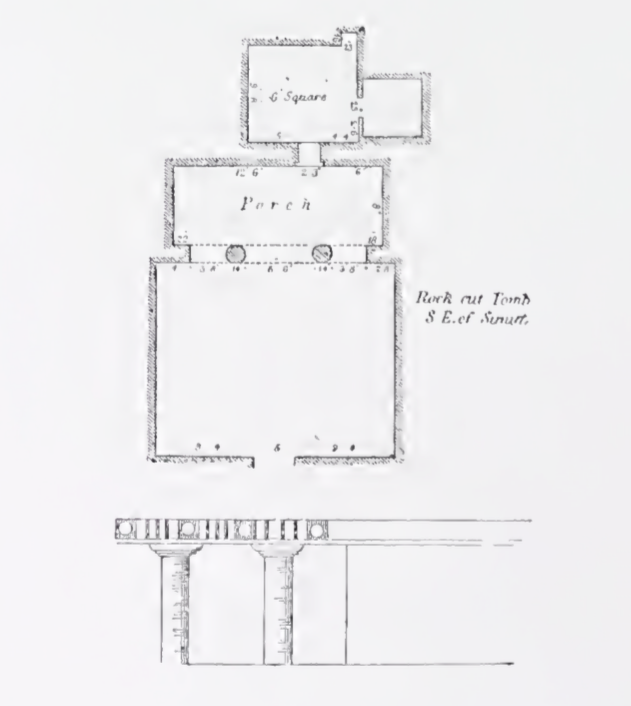
تبين الصورة أحد المقابر الرومانية الموجودة في خربة السيميا

السيميا خربة فلسطينية تقع على بعد أربعة كيلومترات شمال غرب السموع، وتقع القرية في محافظة الخليل جنوب الضفة الغربية. وهي خربة ماهولة اشتق اسمها من السمو أي الارتفاع لانها تقع على رأس جبل ويقطنها ال أبوعقيل والسلامين وهي خربة قديمة اسمها الكنعاني دَنَّة  تكثر فيها الابار والكهوف والأساسات القديمة والمغائر والنواميس (وهي مقابر رومانية) وفيها مكان يعرف بالربية وبها طريق تتصل ببيت جبريل تمر على أبو العرقان وعش الصقرة ورابود إلى بيت جبرين وهي من أيام الصليبين.